# Atlético Cuernavaca
El Atlético Cuernavaca es un equipo de fútbol de México. Tiene como sede la ciudad de Cuernavaca, Morelos. Actualmente participa en la Tercera División de México.

## Historia
El equipo subió a la Segunda División de México para la temporada 1970-71 y se mantuvo en la categoría por 3 años hasta que descendió en la temporada 1972-73. El club adoptó temporalmente el nombre de Galicia y la temporada 1988-89 fue subcampeón de la Segunda División "B"  al perder la final ante Bachilleres, ambos equipos lograron el ascenso a la Segunda División "A". El equipo estuvo durante una temporada en la cual terminó como penúltimo lugar general y descendió nuevamente. Para la temporada 1990-91 el equipo regresa al nombre Atlético Cuernavaca y consigue el ascenso otra vez. El equipo se mantuvo en la Segunda División "A" las siguientes tres temporadas. En 1994 el formato de la liga cambió y se creó la Primera División "A", Atlético Cuernavaca estaba entre los equipos que participarían en la nueva liga, pero al final el equipo fue comprado por Celaya, uniendo a los dos equipos y naciendo así el Atlético Celaya.
En 2007 el Atlético Cuernavaca reapareció nuevamente, ahora como un equipo de la Tercera División de México. En 2013, Jorge Arizmendi adquiere la franquicia,

## Estadio
El Estadio Centenario se ubica al norte de la ciudad de Cuernavaca, Morelos, en la Avenida Universidad, en la colonia Lienzo Charro. Es el tercer estadio más grande del Estado de Morelos con capacidad de 14800 personas después del Estadio Agustín Coruco Díaz y del Estadio Mariano Matamoros.

## Temporadas
| Temporada | División           | Posición                       |
| --------- | ------------------ | ------------------------------ |
| 2014/2015 | 5.Tercera División | 5o. Grupo VI                   |
| 2015/2016 | 5.Tercera División | 7o. Grupo VI                   |
| 2016/2017 | 5.Tercera División | 2o. Grupo VI (Treintaidosavos) |
| 2017/2018 | 5.Tercera División | 5o. Grupo VI                   |
| 2018/2019 | 5.Tercera División | 3o. Grupo VI (Treintaidosavos) |
| 2019/2020 | 5.Tercera División | 1.º Grupo VI                   |